# Антилегомен
Антилегомен (от греч. ἀντιλεγομένα, букв. «оспариваемые») — каноническая книга Нового Завета, подлинность которой когда-либо вызывала сомнение. Антилегомены противопоставляются с одной стороны апокрифам, а с другой — гомологуменам — бесспорно канонической книге. 
К антилегоменам относят:
- Послание Иакова,
- Второе послание Иоанна,
- Третье послание Иоанна,
- Послание к Евреям,
- Апокалипсис
- Второе послание Петра[1]
- Дидахе

В настоящее время все эти книги кроме Дидахе считаются бесспорно каноническими всеми церквами за исключением Маланкарской и Ассирийской церкви. В IV - IX  веках к спорным книгам так же относили:
- Послание Варнавы,
- Апокалипсис Петра,
- Евангелие от евреев[3],

Термин «антилегомен» ввёл в употребление Евсевий Кесарийский, описывая состав книг Нового Завета. 
К числу антилегоменов он относил «Послания, именуемые одно Иаковлевым, другое Иудиным, и Второе Петрово,
также Второе и Третье Иоанновы».

## Протестантизм
См. Меланхтон